# سها

ستاره سُها (Alcor) یا ۸۰ خرس بزرگ (UMA 80) نزدیک ستاره مئزر، و یکی از هفت ستارهٔ بنات النعش در صورت فلکی خرس بزرگ (دب اکبر) است.

امروزه فاصله آن با مئزر حدود ۱۲ دقیقه قوسی است، یعنی حدود یک سوم قطر ظاهریِ ماه کامل. در عربی این دو ستاره را اسب و سوار نامیده‌اند.
این ستاره دارای قدر ظاهری حدود ۴ است که البته امروزه آسان‌تر از گذشته دیده می‌شود. دلیل اینکه این ستاره نسبت به قبل پرنورتر شده‌است، این است که یا به مرور زمان فاصله زاویه‌ای آن از مئزر بیشتر شده‌است، یا این که نور ستاره مئزر کاهش یافته‌است، و امکان دیده شدن این ستاره را آسان‌تر کرده‌است.
برخی همین هفت ستاره را دُبّ اکبر می‌دانند، ولی صحیح آن است که این ستاره‌ها فقط بخشی از دب اکبر هستند، و صورت فلکی دب اکبر دارای ستاره‌های بیشتری است.
این ستاره، یک ستاره دوتایی است که شامل دو ستاره عناق (mizar) و سُها (alcor) است؛ اما در واقع این دو، هیچ ارتباطی باهم ندارند و یک دوتایی اپتیکی هستند.
ستاره س‌ها به دلیل اینکه در صورت فلکی معروف خرس بزرگ قرار دارد و در عهد باستان برای سنجش عملکرد بینایی مورد استفاده قرار می‌گرفته، از اهمیت ویژه‌ای برخوردار است.
هرچند س‌ها ستاره‌ای نزدیک مئزر است و حرکت ظاهری‌شان با هم است، ولی معلوم نیست که نزدیکی آن‌ها فقط از جهت ظاهری است، یا این‌که این دو ستاره تشکیل یک ستاره دوتایی را می‌دهند. البته خود س‌ها نیز شامل دو ستاره نزدیک به هم است.
در زبان‌های اروپایی آن را علاوه بر Alcor، به نام‌های Suha (و یا Al Sahja) هم می‌نامند. برخی معتقدند دیگر اسامی انگلیسی آن (Alcor و Saidak) هم دارای ریشه عربی هستند. اولین کسی که به این ستاره در کتاب خود اشاره کرده‌است، ستاره‌شناس مسلمان ایرانی، عبدالرحمان صوفی در کتاب مشهور صورالکواکب بوده‌است.
در برخی گزارش های تاریخی نقل قول هایی از بزرگان مذهب شیعه اشاره هایی به این ستاره نموده اند.
(كسي كه يتيم آل محمد را از شبهات رهايي دهد و او را از جهالت خارج كند، ارزشش بالاتر است از كسي كه يتيم ها را آب و غذا مي دهد و همانند برتري خورشيد بر ستاره كم نور سها است). 

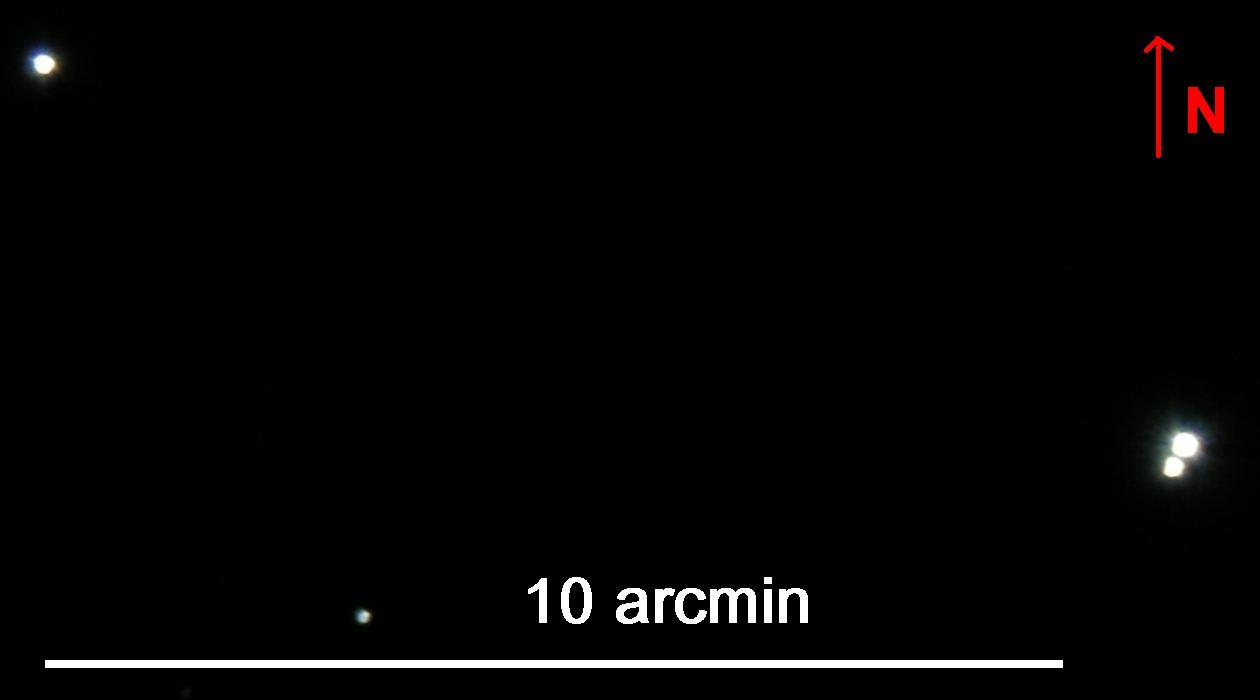
مئزر و سُها، و فاصله آنها

| نام بایر                 | نام                 | ترجمه نام                                  | نام انگلیسی                 |
| ------------------------ | ------------------- | ------------------------------------------ | --------------------------- |
| آلفا خرس بزرگ (α UMa)    | دُبّه (یا دبهٔ کُبری)   | خرس ماده                                   | Dubhe (یا Dubh, Dubb)       |
| آلفا خرس بزرگ (α UMa)    | ظَهرِ دب اکبر         | پشتِ خرس بزرگ                               | Thahr al Dub al Akbar       |
| بتا خرس بزرگ (β UMa)     | مراق                |                                            | Merak (یا Mirak)            |
| گاما خرس بزرگ (γ UMa)    | فَخْذ (یا فِخْذ یا فِخِذ) | ران [خرس]                                  | Phecda (یا Phacd, Phegda)   |
| دلتا خرس بزرگ (δ UMa)    | مَغرِز (یا مَغرَز)      | بیخ و جای رستنِ [دم خرس]                    | Megrez                      |
| اپسیلون خرس بزرگ (ε UMa) | اَلْیَت (یا الیَة)      | دم یا گوشت و پیه‌ای که بر سرینِ [خرس] است    | Alioth                      |
| اپسیلون خرس بزرگ (ε UMa) | جَون                 | تیره رنگ؛ که یک کوتوله قهوه‌ای است          |                             |
| زتا خرس بزرگ (ζ UMa)     | عَناق                | بزغاله ماده                                |                             |
| زتا خرس بزرگ (ζ UMa)     | مئزر (یا میزار)     | چادر                                       | Mizar (یا Mitsar)           |
| اتا خرس بزرگ (η UMa)     | قائِد                | جلودار، رهبر                               | Alkaid (یا Elkeid) (القائد) |
| اتا خرس بزرگ (η UMa)     | قائد بنات النعش     | پیشرو دختران تابوت                         |                             |
| اتا خرس بزرگ (η UMa)     | بنات النعش          | دختران تابوت                               | Benetnasch                  |
| ۸۰ خرس بزرگ (80 UMA)     | سُها (یا سُهیٰ)        | ظاهرا از سهو و فراموشی است (به خاطر کوچکی) | Alcor یا Suha               |

## نام گذاری
سُها اسمی عربی است. اگر آن را به صورت سُهیٰ به عنوان اسمی مشتق (دارای ریشه فعلی) در نظر بگیریم، صیغه مجهول از ریشه سَهَوَ، به معنای فراموش شده است. شاید به دلیل نور کمی که داشته‌است در آسمان شب، به فراموشی سپرده شده‌است.

البته امروزه این ستاره آسان‌تر از قبل دیده می‌شود، که ممکن است به این دلیل باشد که یا نسبت به قبل پرنورتر شده‌است، یا این‌که به مرور زمان فاصله زاویه‌ای آن از عناق (مئزر) بیشتر شده‌است، یا این‌که نور ستاره عناق کاهش یافته‌است، و امکان دیده شدن این ستاره را آسان‌تر کرده‌است.
اما اگر واژه س‌ها را یک اسم جامد عربی (بدون ریشه فعلی) در نظر بگیریم، معنای فوق بر آن مترتب نمی‌شود. در تاریخ، یکی از اسامی نجمه خاتون مادر علی بن موسی الرضا، سها ذکر شده‌است. از دیگر اسامی این بانو، تُکتَم، اَرْوی، سُکَن، خَیْزُران و مرسیه است.

## سُها در ادبیات فارسی
با توجه به اینکه فرهنگ و ادب از ویژگی‌های بارز ایرانیان باستان بوده و به ستاره‌شناسی نیز علاقه‌مند بوده‌اند، در ادبیات کهن آثاری از این علاقه پدیدار است. از جمله آن‌ها ستاره سُها در شعر و ادب فارسی است:

مولوی:
این برون از آفتاب و از سهاست.
و آن درون از عکس انوار علاست.
سعدی:
در نعت او زبان فصاحت کجا رسد
خود پیش آفتاب چه پرتو دهد سها
سوزنی سمرقندی:
چنان به نور دو چشمم رسید نقصانی
که جز س‌ها ننماید مه منیر مرا
سنایی غزنوی:
آنگاه قدر او بشناسند با یقین
کآید شب و پدید شود بر فلک سها
مسعود سعد:
ظاهر آن آفتاب کز نورش
آفتاب فلک س‌ها باشد
ناصر خسرو:
معروف ناپدید س‌ها بود بر فلک
من بر زمین کنون بمثال س‌ها شدم
خاقانی:
خورشید را بر پسر مریم است جا
جای س‌ها بود به بر نعش و دخترش

## صورت فلکی مادر
ستارگان بنات النعش و از جمله سها، همگی در صورت فلکی خرس بزرگ یا دب اکبر قرار دارند. این صورت فلکی شبیه به یک ملاقه یا آبگردان در آسمان شب دیده می‌شود. صورت فلکی خرس بزرگ بخاطر نزدیک بودن به منطقه قطبی و کمک گرفتن از این صورت فلکی برای یافتن ستاره قطبی (جُدَی)، باعث شده تا منجمان و رصدگران توجه ویژه‌ای به آن داشته باشند و حتی عامه مردم نیز اغلب، این صورت فلکی را می‌شناسند.
این صورت فلکی که از اواخر زمستان تا پایان بهار و سپس تااواسط تابستان بهترین شرایط رصدی را داراست، دارای ستارگان شاخص و معروف بسیاری است.

### فهرست ستارگان نقش آبگردان
هشت ستاره، نقش دب اکبر (آبگردان یا ملاقه) را پدیدمی‌آورند. چهار ستاره که کاسه را تشکیل می‌دهند با نام‌های دبه (ظهر دب اکبر)، مراق، فخذ و مغرز معروف اند که همه اسامی عربی‌اند. دبه به معنای خرس است و مراق به معنی گرده و فخذ و مغرز به ترتیب به معنای ران و بن دم خرس‌اند. ستاره‌هایی که دستهٔ آب گردان را تشکیل می‌دهند به نام‌های قائد، عناق، و جون موسوم‌اند و باز هم نام‌های عربی به معنای جلودار و بزغاله‌اند. در نزدیکی عناق ستاره کوچک سُها قرار دارد. اعراب این دو ستاره را اسب و سوار می‌نامیدند. روشنی ظاهری هشت ستارهٔ آب گردان با هم فرق می‌کند: دبه پر نورترین آن‌ها و مغرز کم فروغ‌ترین شان است.

## مشخصات اپتیکی
ستاره س‌ها دارای قدر ظاهری حدود ۴ است. درخشندگی آن ۱۲ برابر وجرم آن ۱٫۶ برابر جرم خورشید است.

در گذشته از این دو ستاره (س‌ها و عناق) که دارای جدایی زاویه‌ای ۱۱ دقیقه‌ای (حد پایین قابل تشخیص توسط چشم انسان) هستند، برای آزمایش توان بینایی افراد استفاده می‌شده‌است.

این ستاره از رده طیفی A5V می‌باشد. فاصله آن با ستاره عناق در حدود ۳ سال نوری بوده و مهمتر اینکه دارای ارتباط گرانشی با عناق می‌باشد.

س‌ها ستاره‌ای است از رشته اصلی، که در مرحله هیدروژن سوزی بسر می‌برد.

## فاصله با زمین
ستاره سها تقریباً ۸۰ سال نوری با زمین فاصله دارد.

## رصد ستاره سها
برای رصد ستاره سها کافیست صورت فلکی خرس بزرگ را در آسمان پیدا کنید و سپس با استفاده از یک دوربین دوچشمی نجومی یا شکاری دوتایی عناق و س‌ها را از یکدیگر تفکیک کنید.

هنگامی که خورشید غروب می‌کند در سمت شمال آسمان، هفت ستاره خرس بزرگ نمایان می‌شوند و دوتایی عناق و ستاره سها درست در وسط دسته آبگردان دب اکبر قرار دارند.
برای رصد هرچه بهتر این دوتایی استفاده از دوربین دو چشمی پیشنهاد می‌شود، زیرا این مقدار از جدایی زاویه‌ای به سادگی با هر دوربین دوچشمی قابل تشخیص و است. استفاده از تلسکوپ نیز می‌تواند مفید باشد، اما نباید انتظار داشته باشید مانند دیگر اجرام آسمان شب لکه‌ای مه آلود یا ستارگان انبوه مشاهده شود بلکه همان دو ستاره اصلی و شاخصی که در کنار هم می‌بینید قطعاً عناق و س‌ها هستند.

اگر آسمان منطقه‌ای که رصد می کنید پاک و به دور از آلودگی نوری بوده و چشمانی تیزبین داشته باشید، حتماً سعی کنید این دوتایی را با چشم غیر مسلح رصد کنید. اگر توانستید این دو ستاره را جدا از هم تشخیص دهید، چشمان شما از سلامت کامل برخوردار هستند.